# غلاف ترايتون الجوي

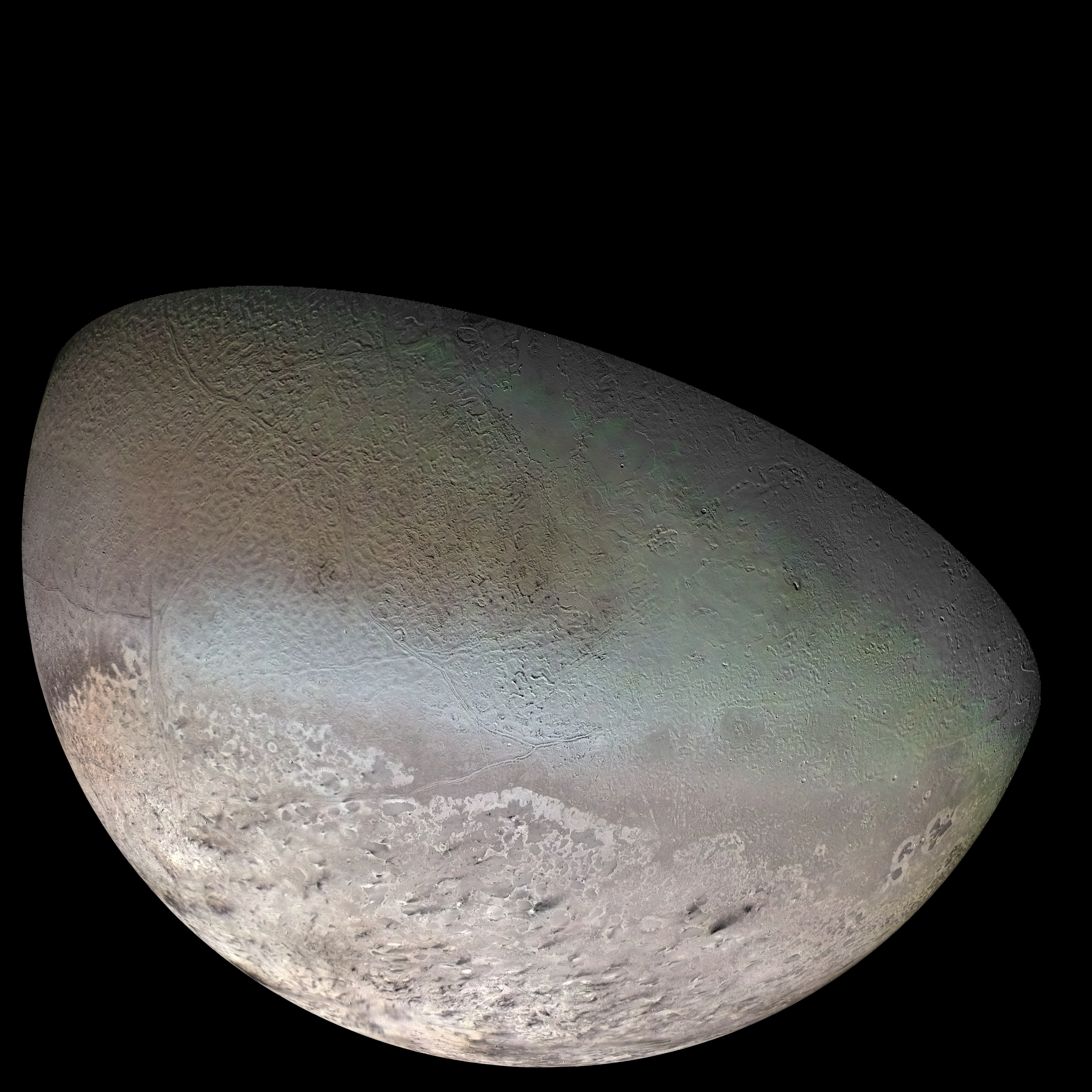
القمر ترايتون

غلاف ترايتون الجوي عبارة عن طبقة رقيقة من الغازات المحيطة بترايتون.الضغط الجوي منخفض للغاية أقل بحوالي 50,000 مرة من ضغط الأرض الجوي 
الضغط السطحي على ترايتون فقط 14 ميكروبار، 1 / 70,000 من الضغط السطحي على الأرض، ويتكون معظم غلاف ترايتون الجوي من غاز النيتروجين، على غرار غلاف تيتان الجوي وغلاف الأرض الجوي. ويمتد 800 كيلومترا فوق سطح ترايتون. ولقد أظهرت الملاحظات الأخيرة ازدياد في درجة الحرارة.

## التركيب
النيتروجين هو الغاز الرئيسي في جو ترايتون. المكونان الآخران المعروفان هما الميثان وأحادي أكسيد الكربون، اللذين تبلغ وفراتهما بضع مئات من نسبة النيتروجين المئوية .أحادي أكسيد الكربون، الذي تم اكتشافه فقط في عام 2010 من قبل الرصدات الأرضية، هو أكثر وفرة قليلا من الميثان. وزادت وفرة الميثان بالنسبة للنيتروجين بمقدار أربع إلى خمس مرات منذ عام 1986 بسبب الاحترار الموسمي الذي لوحظ على تريتون، الذي اجتاز انقلابه في عام 2001.
| غاز | ضغط جزئي في 1989, ميكروبار | ضغط جزئي في 2010, ميكروبار |
| --- | -------------------------- | -------------------------- |
| N2  | 14±1                       | 19+1.8 −1.5 or 39±4        |
| CH4 | 1.6–2.4 إسبانيا            | (0.98±0.37)×10−2           |
| CO  | ?                          | 2.4 إسبانيا                |

وتشمل المكونات المحتملة الأخرى لغلاف ترايتون الجوي الأرجون والنيون. ولأنها لم تكتشف في الجزء فوق البنفسجي من طيف ترايتون التي تحصل عليها مسبار فوياجر 2 في عام 1989، فإنة من غير المرجح أن تتجاوز وفرتها بضعة اجزاء من المائة. وبالإضافة إلى الغازات المذكورة أعلاه، فإن الغلاف الجوي العلوي يحتوي على كميات كبيرة من الهيدروجين الجزيئي والذري، الذي ينتج عن التفكك الضوئي للميثان. هذا الهيدروجين بسرعة يهرب إلى الفضاء كمصدر للبلازما لغلاف نبتون المغناطيسي.